# Charmont-sous-Barbuise
Charmont-sous-Barbuise é uma comuna francesa na região administrativa de Grande Leste, no departamento de Aube. Estende-se por uma área de 38,33 km². Em 2010 a comuna tinha 1 034 habitantes (densidade: 27 hab./km²).